# St. Georg auf dem Berge

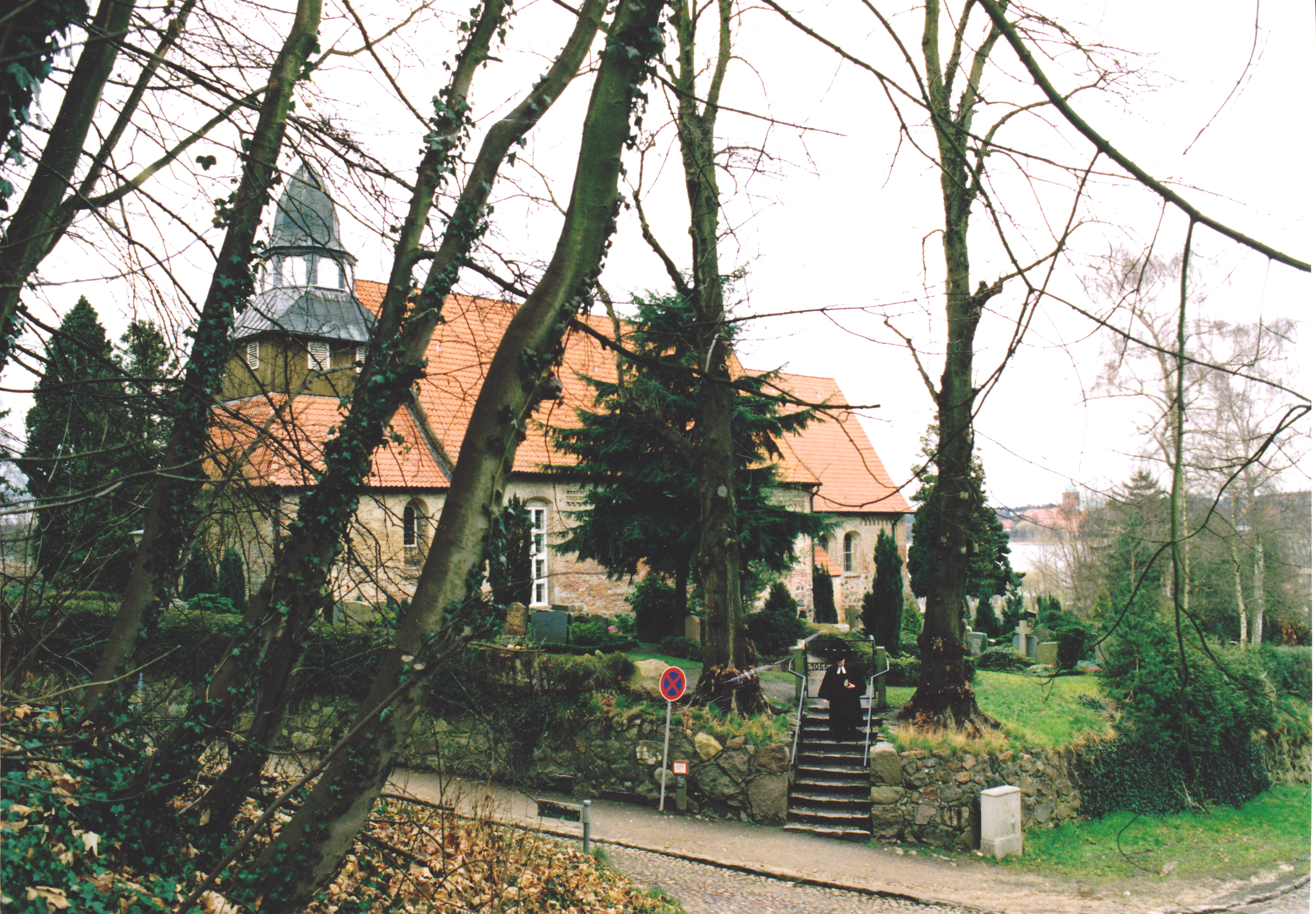
St. Georg auf dem Berge, im Hintergrund der Ratzeburger Dom

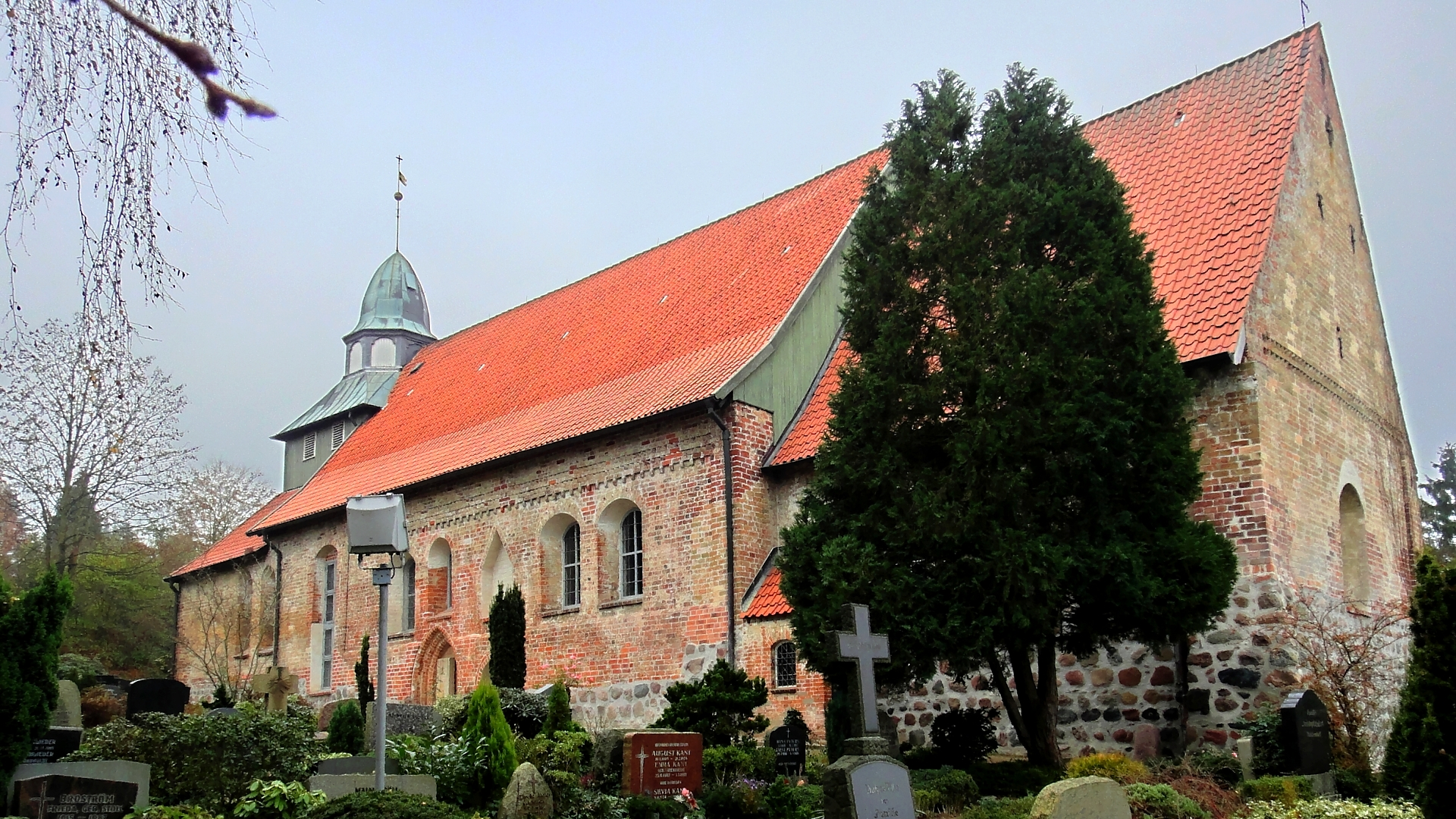
St. Georg auf dem Berge (Ansicht von Südosten)

Die Kirche St. Georg auf dem Berge in Ratzeburg ist die alte Bischofskirche und Mutterkirche des Lauenburger Landes. Von ihr aus wurden die umliegenden Pfarrkirchen und auch der Ratzeburger Dom gegründet. Bei der Kirche bestand seit dem 11. Jahrhundert eine Benediktinerabtei.

## Geschichte
Der Ursprung der Kirche „St. Georg auf dem Berge“ ist verknüpft mit dem Beginn der Missionierung der hier ansässigen Polaben im 10. Jahrhundert, die auf der Ratzeburger Insel ein Zentralheiligtum und eine Burg, die Razzisburg, errichtet hatten. Das Bistum Oldenburg, von dem diese Mission ausging, wurde zum ersten Mal im Jahre 992 erwähnt.

### Ansverus und die Klosterkirche
Das Gründungsdatum des Benediktinerklosters ist unbekannt. Vermutlich entstand es um 1143 während der Herrschaft des Billungerherzogs Bernhard II. als Tochterkloster des Lüneburger Michaelisklosters. Kloster und Kirche erhielten das Patrozinium des heiligen Georgs. Die Geschichte des Klosters lässt sich nur über die Vita des Abts und Märtyrers Ansverus erschließen. Um 1060 gliederte der Bremer Erzbischof Adalbert das Bistum Ratzeburg aus dem Bistum Oldenburg aus. Nur wenige Jahre später brach 1066 ein Aufstand der Polaben aus, bei dem Ansverus zusammen mit seinen 28 Mönchen den Märtyrertod starb. Das Kloster hörte damit auf zu bestehen und auch das Bistum blieb vakant.
Die Gebeine des Ansverus und seiner Gefährten wurden einige Zeit später gefunden und in der Krypta der offensichtlich unzerstört gebliebenen Klosterkirche beigesetzt, die als Pfarrkirche weitergenutzt wurde. Später fanden die Reliquien ihre Ruhestätte im Altar der St.-Georg-Kirche. Die dafür vorgesehene Grabplatte mit der Inschrift OSTJUM SEPULCHRI (Eingang zum Altargrab) befindet sich heute an der südlichen Bogenwand, die das Kirchenschiff vom Altarraum trennt; bis 1971 lag sie direkt am Altar. Ansverus` Tod führte zu seiner Heiligsprechung und begründete eine Ansverus-Verehrung, die über die Reformation hinaus sogar von der evangelisch-lutherischen Kirche in Lauenburg bis in die Gegenwart gepflegt wird.

### Heinrich der Löwe und die romanische Bischofsbasilika
Im Jahre 1093 wurden in der Schlacht bei Schmilau, nur 6 km von St. Georg entfernt, die heidnischen Slawen endgültig durch Heinrich von Alt-Lübeck geschlagen. Es folgte eine Zeit der Konsolidierung und des Wiederaufbaus, in der das Kirchengebäude mit Feldsteinen in Form einer romanischen Basilika wiederhergerichtet wurde. Von dieser Basilika zeugen noch Feldsteine in der Südwand des Kirchenschiffs.
In dieser Kirche wurde dann im Jahre 1154 Evermod, ein Prämonstratenser aus Magdeburg, von Heinrich dem Löwen als Bischof für das Bistum Ratzeburg eingesetzt. Mit dieser Investitur in „St. Georg auf dem Berge“ vollzog Heinrich der Löwe als Herzog eine Handlung, die allein einem Kaiser oder König vorbehalten war und die er sich darum schwer erkämpfen musste. So schuf diese Investitur eine Verbundenheit des Herzogs mit dieser Kirche und ihren Bischöfen, die bis zu seinem Tod anhielt.
Für diese Bischofsinvestitur musste jedoch die vorhandene kleine Basilika erheblich erweitert werden. So wurde mit finanzieller Unterstützung des Herzogs an den ursprünglichen Kirchenraum im Osten hinter einer Bogenwand ein Chorraum mit einem romanischen Gewölbe angebaut, während im Westen hinter einer Bogenwand eine ebenfalls mit einem romanischen Gewölbe versehenen großen Vorhalle angebaut wurde. Diese Vorhalle diente als Station für die dem Gottesdienst vorausgehende große Prozession des Bischofs und seines Gefolges. Damit entstand in der Zeit Heinrichs des Löwen ein einschiffiger romanischer Bau, aufgeteilt in eine gewölbte Vorhalle, ein flach gedecktes Kirchenschiff und einen gewölbten Chorraum.
Ummantelt wurde dieser Bau mit Backstein. Dies ist darum bemerkenswert, weil es sich dabei um ein damals gerade erst neu entwickeltes Baumaterial handelt, dessen Technik noch nicht ausgereift war. Aus diesem Grund wirken der Stufensims im Nordfenster des Westteils und die Ausführung der verschiedenen Schmuckformen an der Oberkante der Außenmauer noch recht unbeholfen. Es handelt sich um eine der ältesten Backsteinkirchen. Als Beleg für ihr Alter finden sich an den Formsteinen, die an den Fenstern und Portalen die Kanten bilden, jene „Scharrierungen“, Riffelungen, die für die erste Backsteintechnik kennzeichnend sind.

### Neuausrichtung

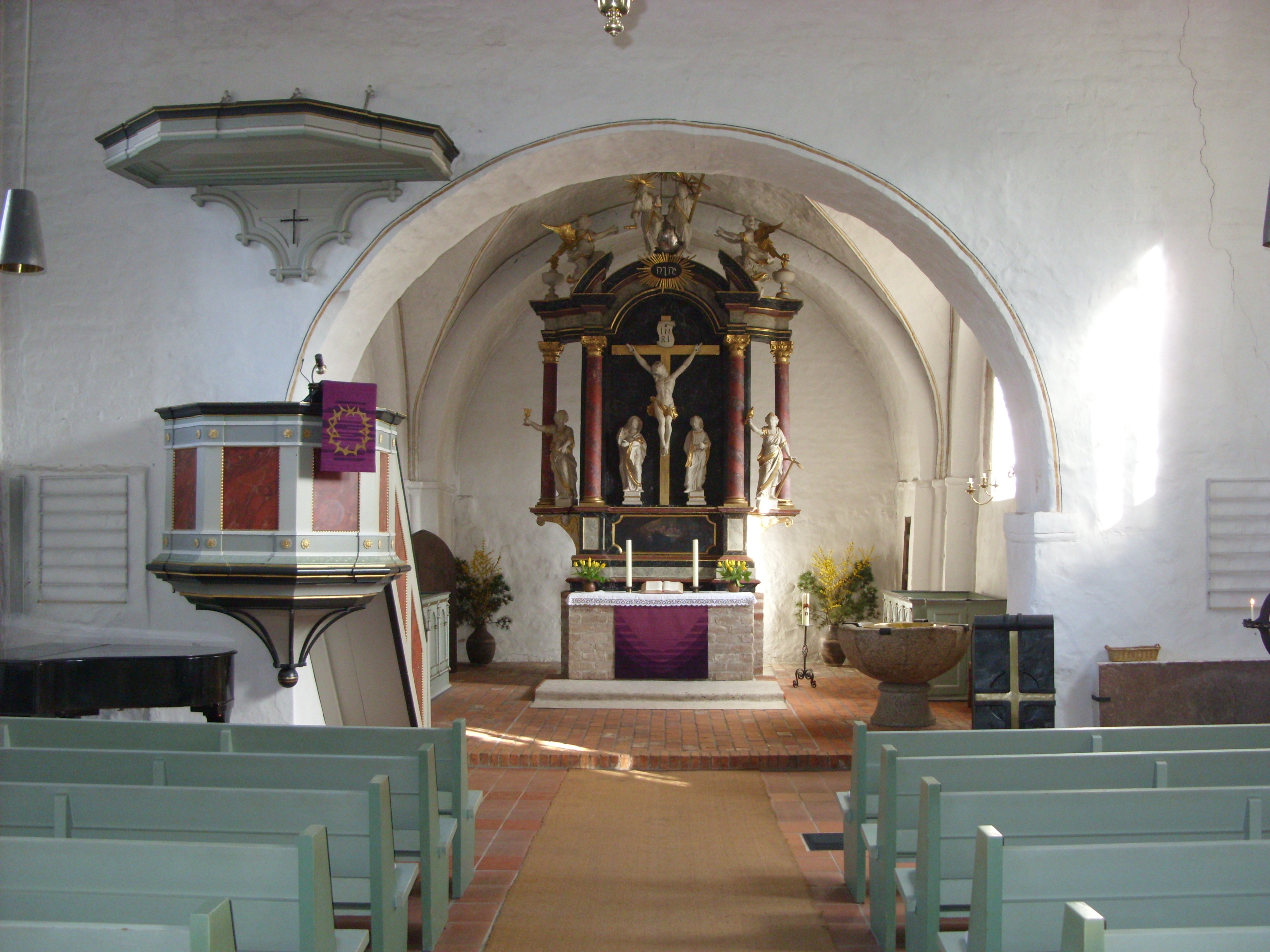
Innenansicht

Mit der Fertigstellung des Domes auf der Insel im 13. Jahrhundert verlor „St. Georg auf dem Berge“ seine Bedeutung als Bischofssitz. Außerdem konsolidierten sich die Verhältnisse, so dass zur besseren geistlichen Versorgung des Landes bis 1230 aus ihrem Bezirk zwölf Kirchengemeinden ausgepfarrt werden konnten und St. Georg selbst eine normale Pfarrkirche wurde mit einem Zuständigkeitsbereich, der im Wesentlichen noch bis heute gilt.

#### Lepra
Die weitere Geschichte der Kirche ist von zwei Besonderheiten geprägt: Mit dem Ausbruch der Lepra im 13. Jahrhundert entstand im Umfeld der Kirche ein Klosterhospital für die von Aussatz befallenen Menschen. Als St. Jürgen-Hospital hat es seine Spuren in Grundmauerresten und in einem Straßennamen, dem Seekenkamp (Siechenkamp), hinterlassen.

#### Kirche und Burg
Außerdem blieb die aus frühester Zeit bestehende enge Verbindung der Kirche zur Burg erhalten, die am Fuße des St. Georgsberges gleich gegenüber auf der Insel lag. In den Anfängen auf ihren Schutz angewiesen, hatte sie sich im Laufe der Zeit zum geistlichen Begleiter der Burg entwickelt. So war der Pfarrherr auf St. Georg auch Hofprediger der Herzöge von Sachsen-Lauenburg und bezog einen Teil seines Gehalts von der Burg.
Aufgrund dieser Verbindung ließen sich später „königlich und churfürstliche Ambtmänner zu Ratzeburg“ in dem sandigen Untergrund dieser Kirche, wie es hieß: „im Sande“, beisetzen. Und der Kreistag des Herzogtums Lauenburg hat bis in die 1970er Jahre hinein seine Eröffnungsgottesdienste in der Kirche „St. Georg auf dem Berge“ gehalten.

### Brand der Kirche und Renovierung

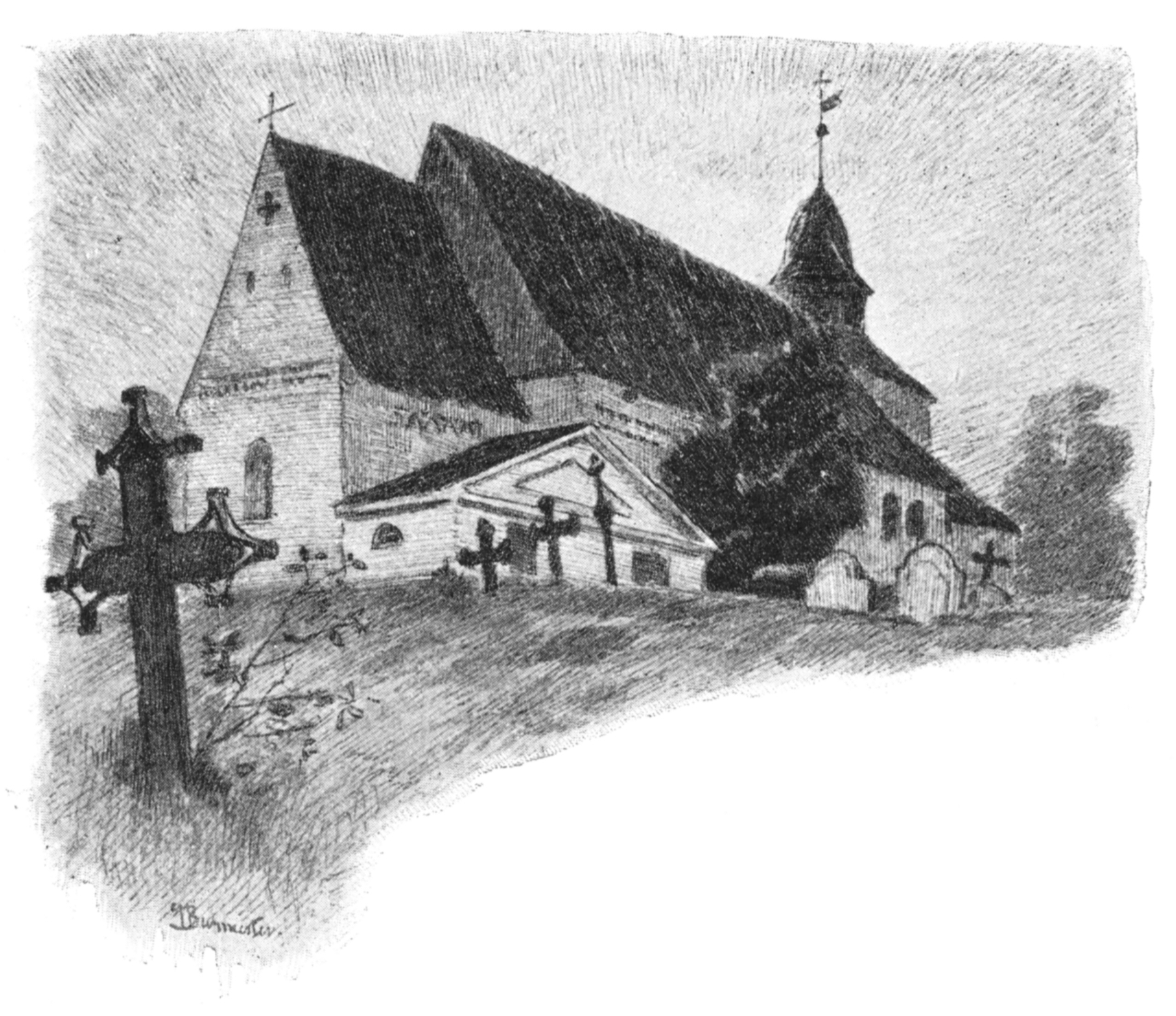
St. Georg auf dem Berge, Zeichnung von Georg Burmester, ca. 1895

1561, genau dreißig Jahre nach Einführung der Reformation, wurde die Kirche von einem schweren Brand heimgesucht. Das Gewölbe der Vorhalle, die Decke des Kirchenschiffes und fast die gesamte Inneneinrichtung wurden zerstört. Schon 1566 bekam die Kirche unter Herzog Franz I. wieder ein neues Dach und ein neues Gestühl. Im Inneren der Kirche wurde die Vorhalle völlig umgebaut: Man entfernte die Bogenwand zum Kirchenschiff, versah die Halle mit einer Flachdecke und konnte so das Kirchenschiff auf Kosten der Halle erheblich erweitern. Der Rest der Halle machte dann den Vorraum aus, und das Kirchenschiff bekam die heutige Form. Reste der Schildbögen, die einmal das Gewölbe der alten Vorhalle getragen haben, kann man noch auf der Orgelempore an den Außenwänden sehen.
1569 erhielt die Kirche eine kleine Glocke, die noch heute bei Kindtaufen geläutet wird. Um 1680 setzte man der Kirche im Westen einen kleinen Turm in Form einer Laterne auf, deren Balkenwerk bis hinunter in den Vorraum reicht.
Für diesen Turm wurde 1681 die große Glocke gestiftet, die für sich allein die Toten auf ihrem letzten Weg begleitet und mit den beiden 1960 erworbenen Glocken ein festliches Dreiergeläut für Gottesdienste und Hochzeiten bildet.

### Ausstattung

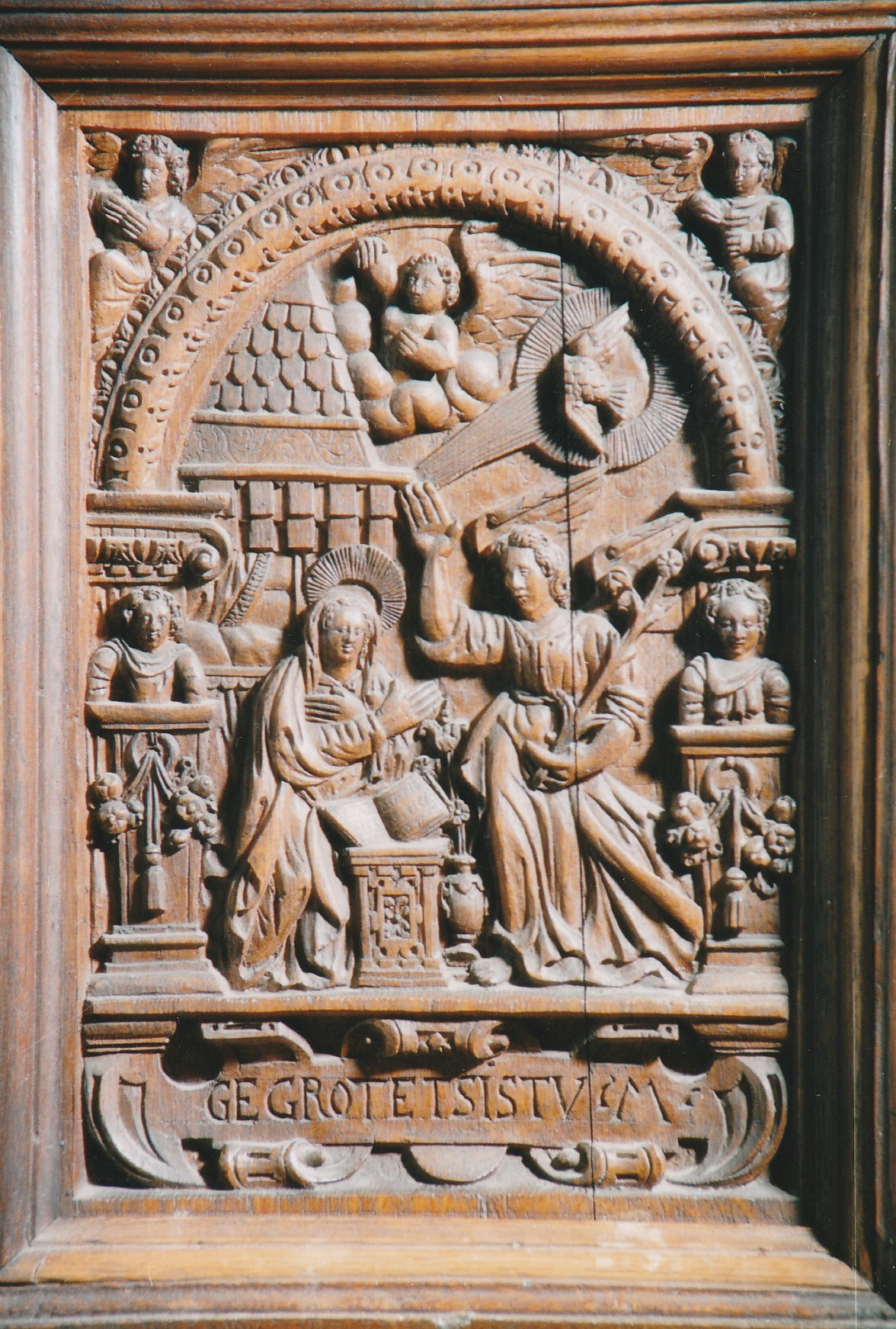
Schranktür mit dem Relief der Maria Verkündigung

Der aus frühester Zeit stammende Altartisch erhielt 1720 einen barocken Aufsatz. Er erinnert ein wenig an den ehemaligen Fredenhagen-Altar des Thomas Quellinus in der Lübecker Marienkirche. Eine Kreuzigungsgruppe wird von den Allegorien Glaube und Hoffnung eingefasst und mit Engeln bekrönt. Im gleichen barocken Stil wurde die Decke über dem Kirchenschiff mit einer Stuckdecke versehen, und zwar nur über jenem Teil, der zum alten Kirchenschiff (vor dem großen Brand) gehörte.

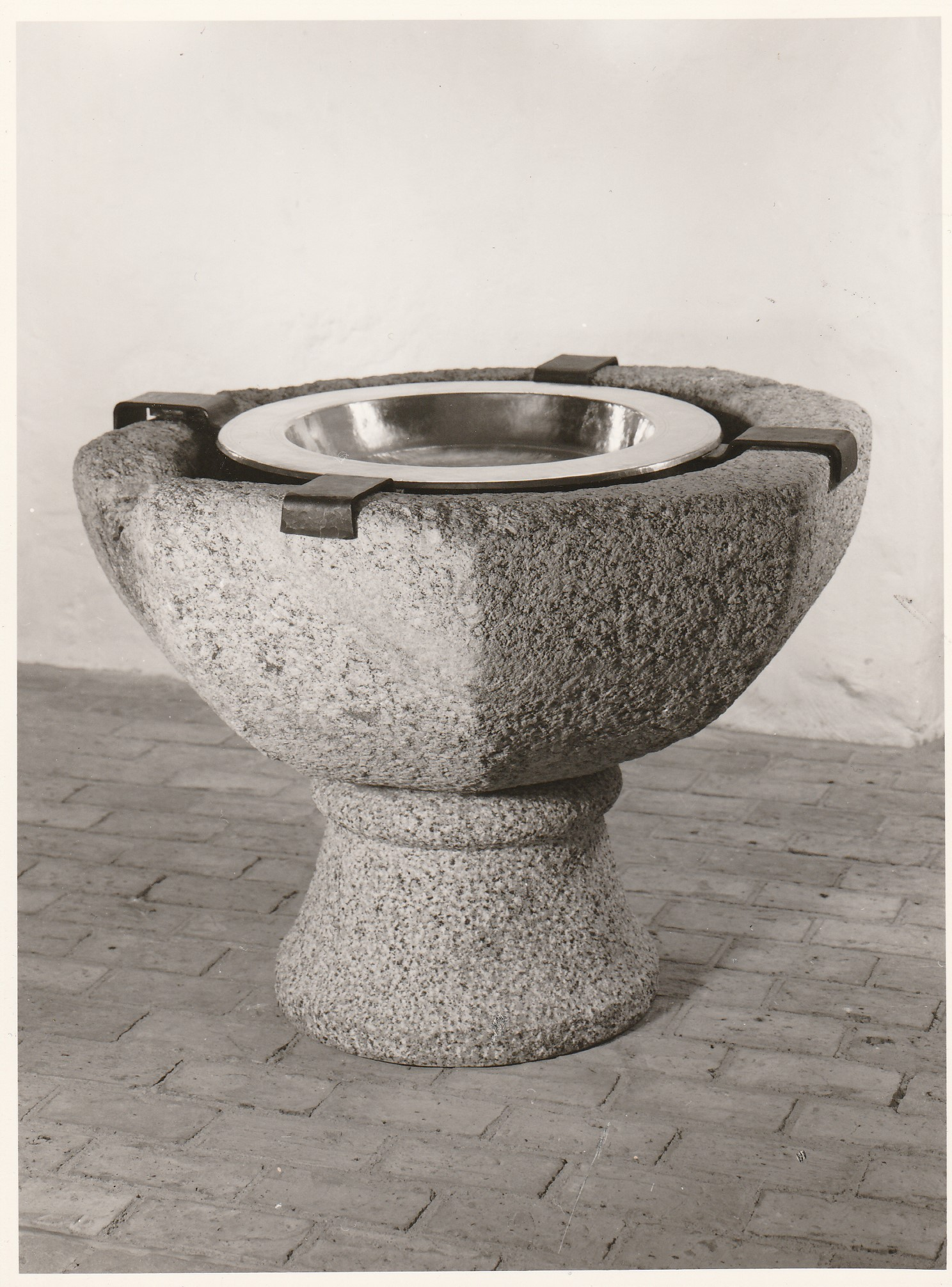
Granittaufe

Das Chorgestühl stammt aus der Zeit um 1600, ebenso die kleine Schranktür neben dem Altar mit dem Relief der Mariä-Verkündigung; sie war ursprünglich Teil einer alten Kanzel.
Eine Besonderheit ist die große Granittaufe, die als die größte im norddeutschen Raum gilt. Sie lag bis 1973 als Brunnenstein auf einem Wiesengrundstück in der Ratzeburger Vorstadt, dem Dermin, und trug über Jahrhunderte den Namen „Smilower Döp“. Wahrscheinlich stammt diese Taufe aus dem 12. Jahrhundert.
Die Bronzetür im Eingangsportal wurde 1954 von Karl Schubert gestaltet und enthält die Passionsgeschichte; bei jedem Niederdrücken des Türgriffs muss Judas sich vor Christus verbeugen. Oben aber im Spitzbogen grüßt St. Georg, der Besieger des Drachens und des Bösen, die Eintretenden.

## Orgel

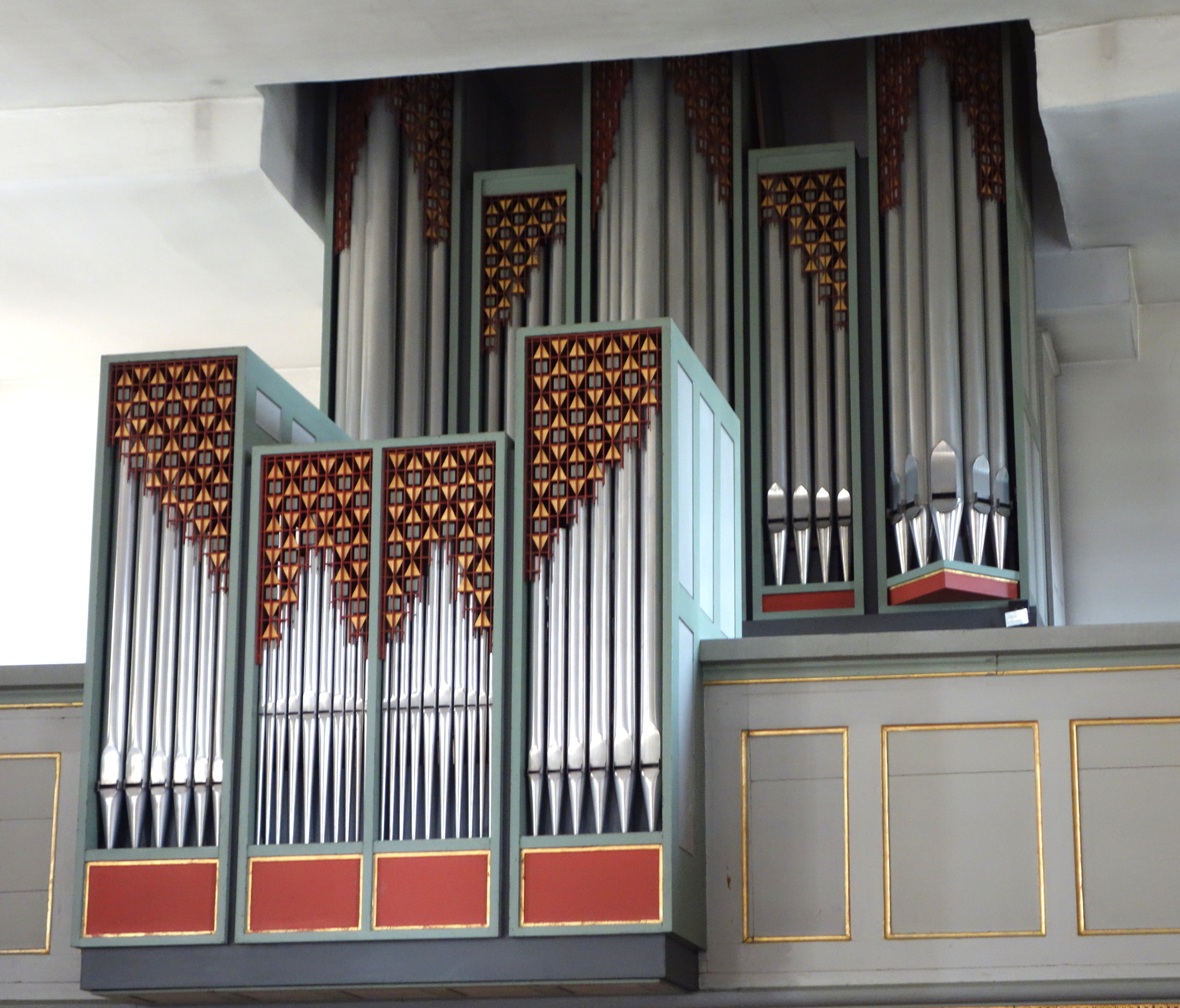
Orgel

Die Orgel wurde 1973 von dem Orgelbauer Klaus Becker (Kupfermühle) gebaut. Das rein mechanische Instrument hat 25 Register auf zwei Manualen und Pedal.
| I Hauptwerk C– |           |       |
| 1.             | Prinzipal | 8′    |
| 2.             | Gedackt   | 8′    |
| 3.             | Oktave    | 4′    |
| 4.             | Quintade  | 4′    |
| 5.             | Oktave    | 2′    |
| 6.             | Mixtur IV | 1 ⁄3′ |
| 7.             | Trompete  | 8′    |
|                | Tremulant |       |

| II Rückpositiv C– |                |        |
| 8.                | Holzgedackt    | 8′     |
| 9.                | Quintade       | 8′     |
| 10.               | Prinzipal      | 4′     |
| 11.               | Rohrflöte      | 4′     |
| 12.               | Quinte         | 2 ⁄3′  |
| 13.               | Blockflöte     | 2′     |
| 14.               | Terz           | 1 3⁄5′ |
| 15.               | Spitzprinzipal | 1′     |
| 16.               | Zimbel III     | 1⁄2′   |
| 17.               | Krummhorn      | 8′     |
|                   | Tremulant      |        |

| Pedal C– |                  |     |
| 18.      | Subbass          | 16′ |
| 19.      | Prinzipal        | 08′ |
| 20.      | Gedackt          | 08′ |
| 21.      | Koppelflöte      | 04′ |
| 22.      | Rauschpfeife III |     |
| 23.      | Stille Posaune   | 16′ |
| 24.      | Trompete         | 08′ |
| 25.      | Cornett          | 02′ |

- Koppeln: II/I, I/P, II/P

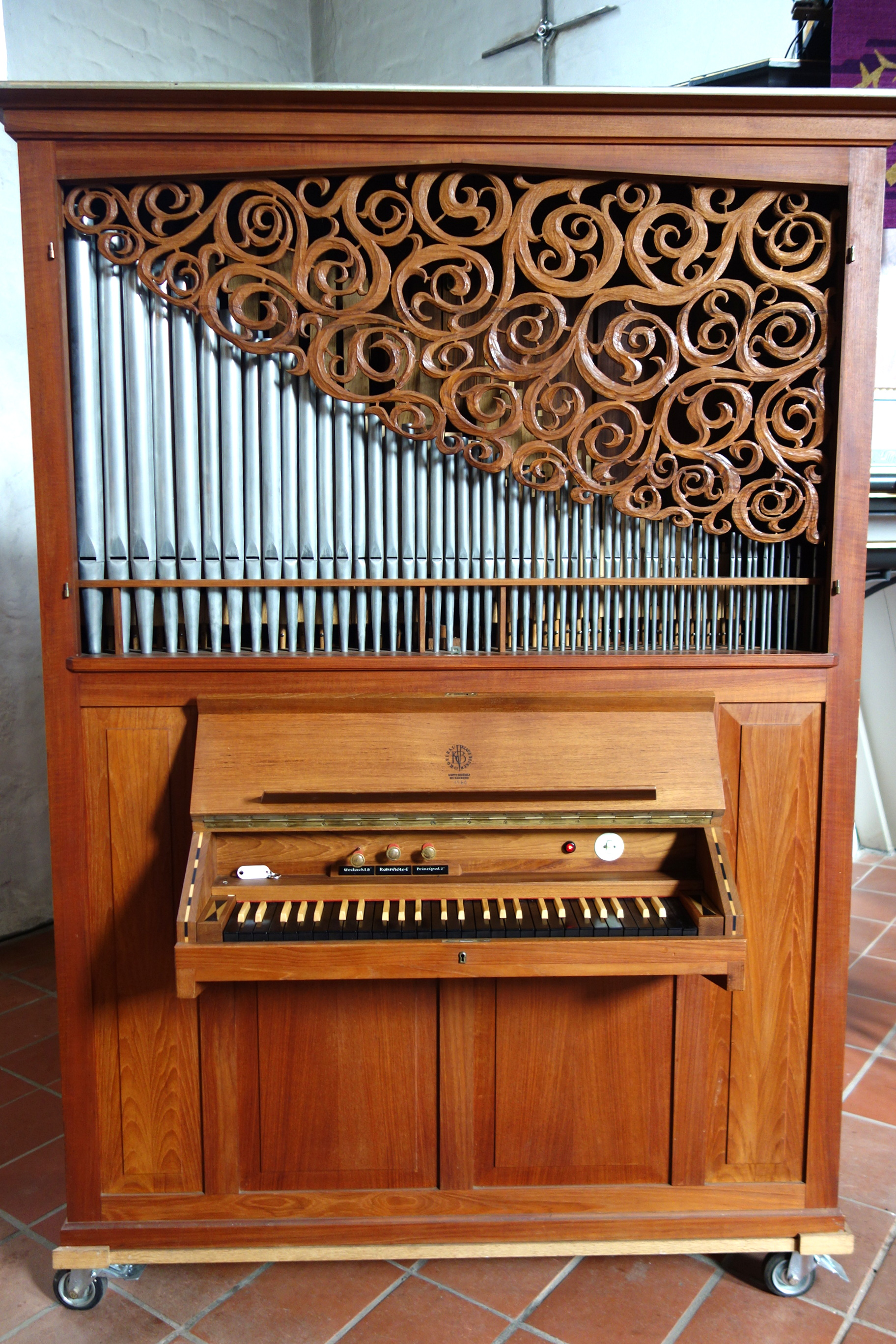
Orgelpositiv

Im Kirchenraum ist noch ein fahrbares Orgelpositiv mit drei Registern der Firma Becker von 1959 vorhanden, das bei Orchesterkonzerten als Begleitinstrument oder als Generalbassinstrument eingesetzt wird. Manchmal wird es aber auch mit der Hauptorgel zusammen bei Werken für zwei Orgeln gespielt. Die Disposition lautet:
| Manual C–g3 |           |    |
| 1.          | Gedackt   | 8′ |
| 2.          | Rohrflöte | 4′ |
| 3.          | Prinzipal | 2′ |